# Amtsgericht Olpe

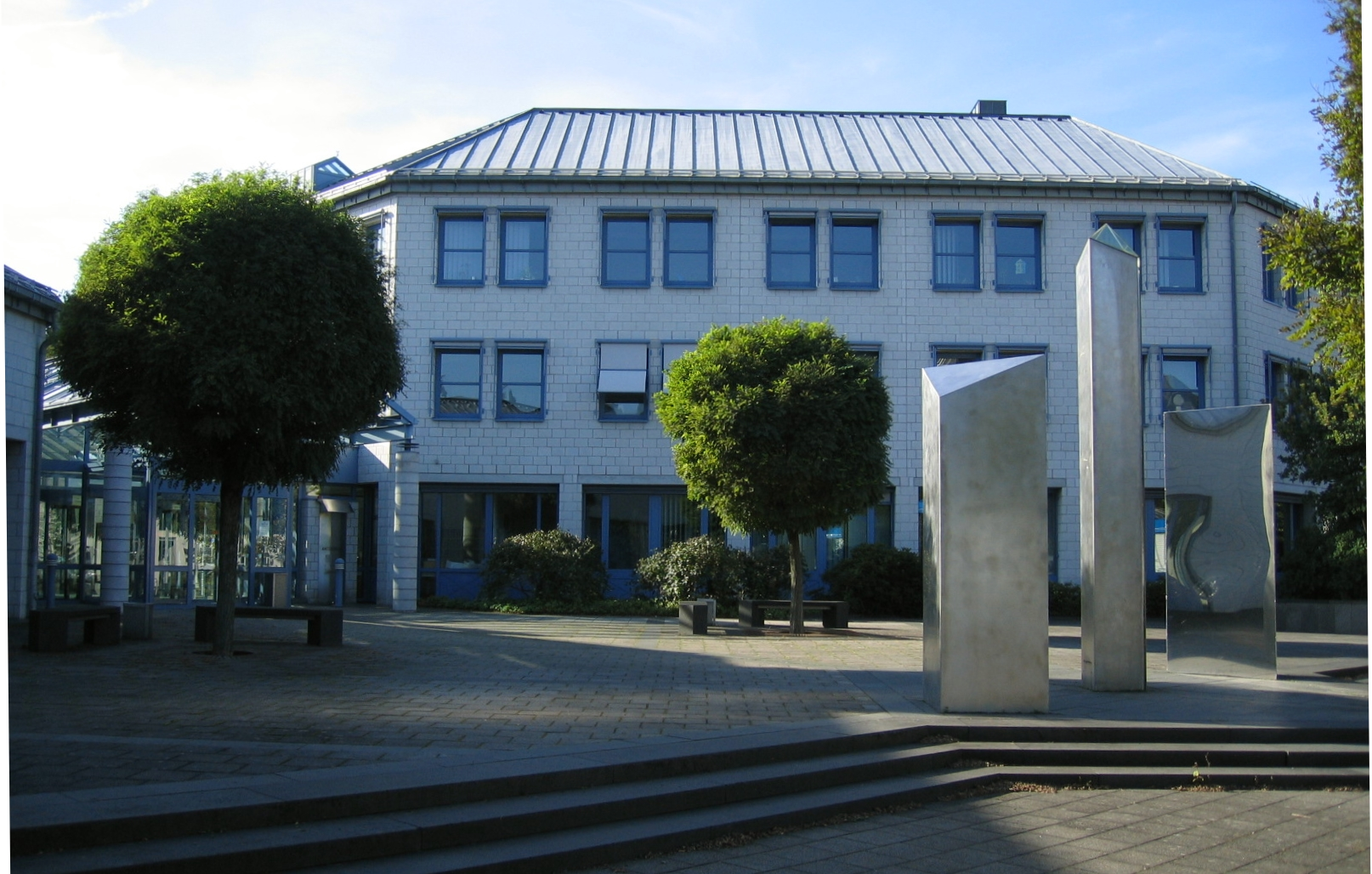
Gerichtsgebäude (2006)

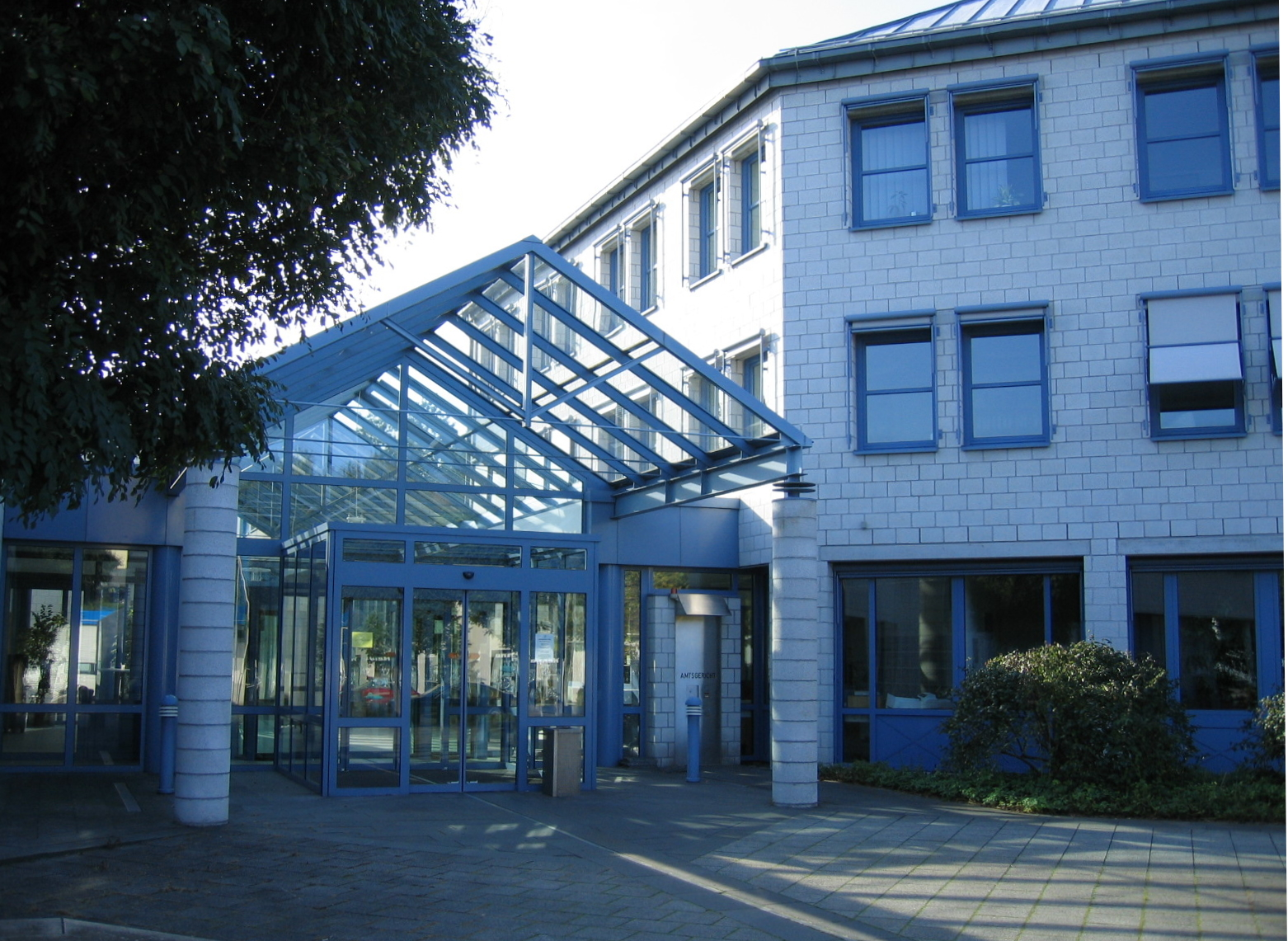
Eingangsbereich (2006)

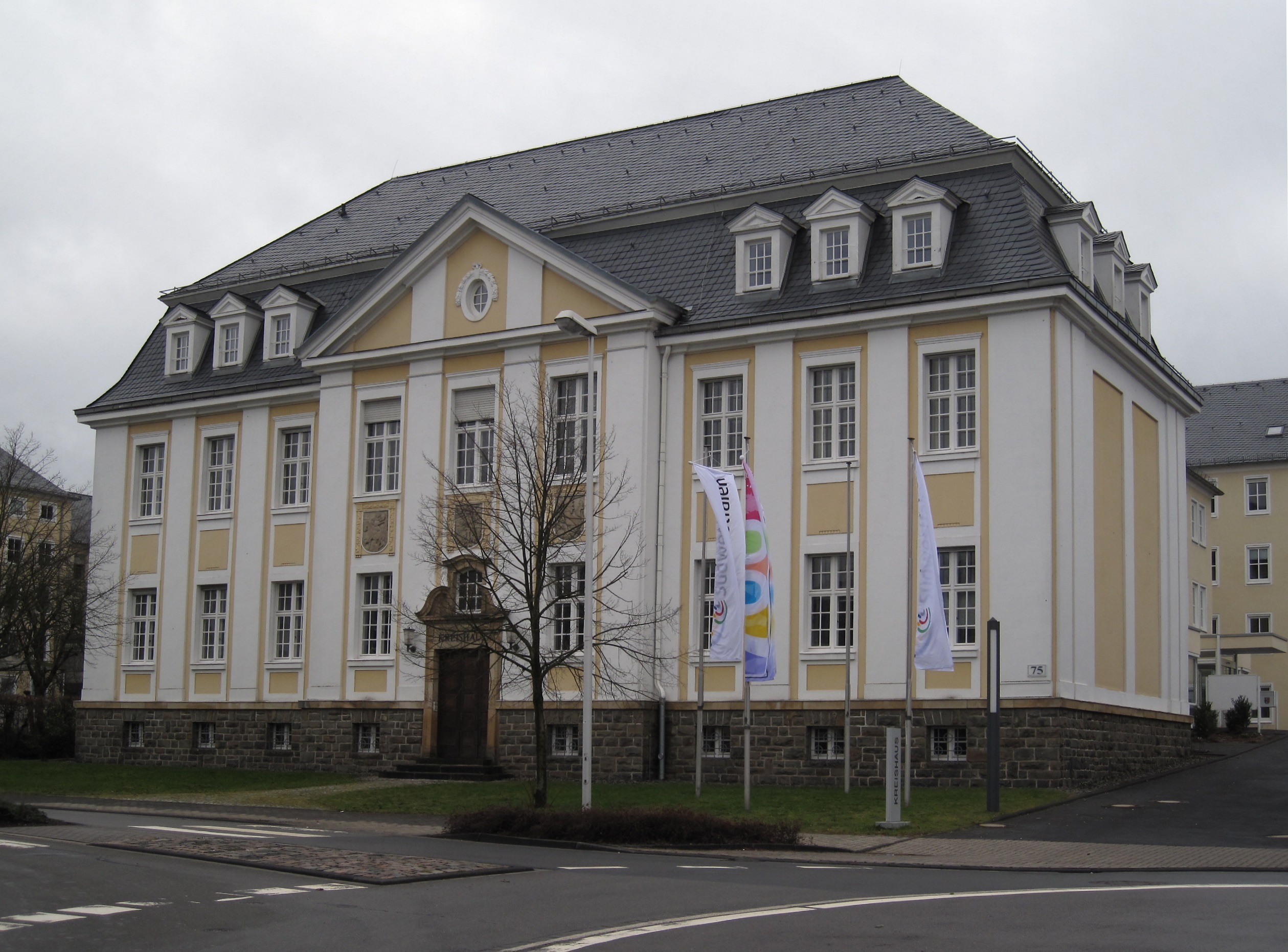
Altes Gerichtsgebäude (2011)

Das Amtsgericht Olpe, ein Gericht der ordentlichen Gerichtsbarkeit, ist eines von vier Amtsgerichten im Bezirk des Landgerichts Siegen.

## Gerichtssitz und -bezirk
Sitz des Gerichts ist die Kreisstadt Olpe im Sauerland. In dem 283 km² großen Gerichtsbezirk, der das Gebiet der Städte Olpe, Attendorn und Drolshagen sowie das der Gemeinde Wenden umfasst, leben rund 83.700 Menschen. Das AG Olpe ist für Schöffengerichts-, Haft- und Bußgeldsachen aus dem gesamten Kreis Olpe zuständig. Für Insolvenzverfahren ist das Amtsgericht Siegen zuständig, das auch das Handels-, das Vereins- und das Genossenschaftsregister führt. Das Partnerschaftsregister wird durch das Amtsgericht Essen geführt. Mahnverfahren bearbeitet das Amtsgericht Hagen als Zentrales Mahngericht. Landwirtschaftsgericht ist das Amtsgericht Lennestadt.

## Gebäude
Das Gericht ist im Gebäude Bruchstraße 32 untergebracht. Das alte Amtsgerichtsgebäude an der Westfälischen Straße beherbergt heute einen Teil der Kreisverwaltung. Es steht unter Denkmalschutz. Der Schriftzug „Kreishaus“ wurde lediglich vor den vom Denkmalschutz erfassten Schriftzug „Amtsgericht“ gehängt.

## Geschichte
Aus dem seit 1818 bestehenden Justizamt Olpe ging 1839 das Land- und Stadtgericht Olpe und aus diesem 1849 das Kreisgericht Olpe hervor. Im Rahmen der Reichsjustizgesetze wurden 1879 reichsweit einheitlich Oberlandes-, Land- und Amtsgerichte gebildet. Das königlich preußische Amtsgericht Olpe wurde mit Wirkung zum 1. Oktober 1879 als eines von 19 Amtsgerichten im Bezirk des Landgerichtes Arnsberg im Bezirk des Oberlandesgericht Hamm gebildet. Der Sitz des Gerichts war die Stadt Olpe. Sein Gerichtsbezirk umfasste den Kreis Olpe außer den Teilen, die den Amtsgerichten Attendorn, Kirchhundem und Grevenbrück zugeordnet waren. Am Gericht bestanden 1880 zwei Richterstellen. Das Amtsgericht war damit ein mittelgroßes Amtsgericht im Landgerichtsbezirk. Gerichtstage wurden in Wenden gehalten. Am 1. Oktober 1933 wurde das Landgericht Siegen mit dem Preußischen Gesetz über die Neugliederung von Gerichtsbezirken im Bereich der Oberlandesgerichte Frankfurt a.M., Hamm und Köln vom 23. Juni 1933 gegründet und das Amtsgericht Olpe seinem Sprengel zugeordnet. Im Jahre 1979 wurde das Amtsgericht Attendorn in eine Zweigstelle des Amtsgerichts Olpe umgewandelt und 1986 endgültig geschlossen. Die Aufgaben werden seitdem durch das Amtsgericht Olpe wahrgenommen.

## Übergeordnete Gerichte
Dem Amtsgericht Olpe übergeordnet ist das Landgericht Siegen. Zuständiges Oberlandesgericht ist das Oberlandesgericht Hamm.